# Modelo atómico de Bohr

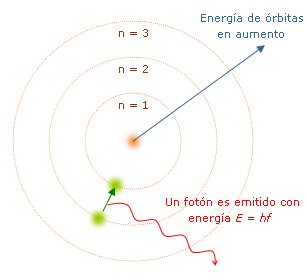
Diagrama del modelo atómico de Bohr.

El modelo atómico de Bohr es un modelo clásico del átomo, el cual explicaba que los electrones giran alrededor del núcleo del átomo en órbitas circulares, y que solo pueden ocupar ciertos niveles de energía.
Dado que la cuantización del momento es introducida en forma adecuada, el modelo puede considerarse transaccional en cuanto a que se ubica entre la mecánica clásica y la cuántica. Fue propuesto en 1913 por el físico danés Niels Bohr, para explicar cómo los electrones pueden tener órbitas estables alrededor del núcleo y por qué los átomos presentaban espectros de emisión característicos (dos problemas que eran ignorados en el modelo previo de Rutherford). Además, el modelo de Bohr incorporaba ideas tomadas del efecto fotoeléctrico, explicado por Albert Einstein.
En 1913 Niels Bohr desarrolló un nuevo modelo del átomo. Propuso que los electrones están dispuestos en órbitas circulares concéntricas alrededor del núcleo.
En 1926, Erwin Schrödinger, un físico austríaco, llevó el modelo atómico de Bohr un paso más allá. Este modelo atómico es conocido como el modelo mecánico cuántico. A diferencia del modelo de Bohr, este modelo no define la ruta exacta de un electrón, sino que predice las probabilidades de la ubicación del electrón. Este modelo se puede representar como un núcleo rodeado por una subpartícula, donde la nube es más densa, la probabilidad de encontrar el electrón es mayor y, a la inversa, es menos probable que el electrón esté en un área menos densa de la nube. Con el descubrimiento de esta nube de electrones, un modelo más adecuado del átomo se puso a disposición de los científicos.
Hasta 1932 se creía que el átomo estaba compuesto por un núcleo cargado positivamente rodeado de electrones cargados negativamente. En 1932, James Chadwick realizó un descubrimiento fundamental en el campo de la física nuclear: descubrió la partícula en el núcleo del átomo que pasaría a llamarse neutrón, partícula que no tiene carga eléctrica.

## Introducción
Bohr intentaba hacer un modelo atómico capaz de explicar la estabilidad de la materia y los espectros de emisión y absorción discretos que se observan en los gases. Describió el átomo de hidrógeno con un protón en el núcleo, y girando a su alrededor un electrón. El modelo atómico de Bohr partía conceptualmente del modelo atómico de Rutherford y de las incipientes ideas sobre cuantización que habían surgido unos años antes con las investigaciones de Max Planck y Albert Einstein.
En este modelo los electrones giran en órbitas circulares alrededor del núcleo, ocupando la órbita de menor energía posible, o la órbita más cercana posible al núcleo. El electromagnetismo clásico predecía que una partícula cargada moviéndose de forma circular emitiría energía por lo que los electrones deberían colapsar sobre el núcleo en breves instantes de tiempo. Para superar este problema Bohr supuso que los electrones solamente se podían mover en órbitas específicas, cada una de las cuales es caracterizada por su nivel energético. Cada órbita puede entonces identificarse mediante un número entero n que toma valores desde 1 en adelante. Este número «n» recibe el nombre de número cuántico principal. 
Bohr supuso además que el momento angular de cada electrón estaba cuantizado y solo podía variar en fracciones enteras de la constante de Planck. De acuerdo al número cuántico principal calculó las distancias a las cuales se hallaba del núcleo cada una de las órbitas permitidas en el átomo de hidrógeno. Estos niveles en un principio estaban clasificados por letras que empezaban en la «K» y terminaban en la «Q». Posteriormente los niveles electrónicos se ordenaron por números. Cada órbita tiene electrones con distintos niveles de energía obtenida que después se tiene que liberar y por esa razón el electrón va saltando de una órbita a otra hasta llegar a una que tenga el espacio y nivel adecuado, dependiendo de la energía que posea, para liberarse sin problema y de nuevo volver a su órbita de origen. Sin embargo no explicaba el espectro de estructura fina que podría ser explicado algunos años más tarde gracias al modelo atómico de Sommerfeld. Históricamente el desarrollo del modelo atómico de Bohr junto con la dualidad onda-corpúsculo permitiría a Erwin Schrödinger descubrir la ecuación fundamental de la mecánica cuántica.

## Postulados de Bohr
En 1913, Niels Bohr desarrolló su célebre modelo atómico de acuerdo a tres postulados fundamentales:

### Primer postulado
Los electrones describen órbitas circulares en torno al núcleo del átomo sin irradiar energía.
La causa de que el electrón no irradie energía en su órbita es, de momento, un postulado, ya que según la electrodinámica clásica una carga con un movimiento acelerado debe emitir energía en forma de radiación.
Para mantener la órbita circular, la fuerza que experimenta el electrón —la fuerza coulombiana por la presencia del núcleo— debe ser igual a la fuerza centrípeta. Esto nos da la siguiente expresión:

{\displaystyle k{Ze^{2} \over r^{2}}={m_{e}v^{2} \over r}}

Donde el primer término es la fuerza eléctrica o de Coulomb, y el segundo es la fuerza centrípeta; k es la constante de la fuerza de Coulomb, Z es el número atómico del átomo, e es la carga del electrón, {\displaystyle m_{e}} es la masa del electrón, v es la velocidad del electrón en la órbita y r el radio de la órbita.
En la expresión anterior podemos despejar el radio, obteniendo:

{\displaystyle r=k{Ze^{2} \over m_{e}v^{2}}}

Y ahora, con esta ecuación, y sabiendo que la energía total es la suma de las energías cinética y potencial:

{\displaystyle E=T+V={1 \over 2}m_{e}v^{2}-k{Ze^{2} \over r}=-{1 \over 2}{kZe^{2} \over r}}

Donde queda expresada la energía de una órbita circular para el electrón en función del radio de dicha órbita.
Nota: a veces puede verse escrita en términos de la permitividad del vacío {\displaystyle k=1/4\pi \epsilon _{0}} , o en unidades electrostáticas de carga: k=1 .

### Segundo postulado

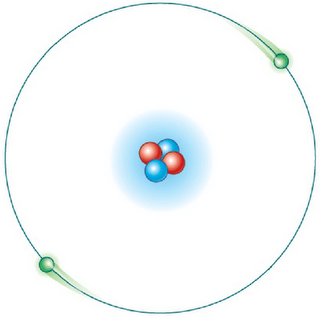
Modelo atómico de Bohr.

Las únicas órbitas permitidas para un electrón son aquellas para las cuales el momento angular, {\displaystyle L}, del electrón sea un múltiplo entero de {\displaystyle \hbar ={h \over 2\pi }}.
donde {\displaystyle h} es la constante de Planck, Esta condición matemáticamente se escribe:

{\displaystyle L=m_{e}vr=n\hbar }

con {\displaystyle n=1,2,3,\dots }
A partir de esta condición y de la expresión para el radio obtenida antes, podemos sustituir {\displaystyle v} y queda la condición de cuantización para los radios permitidos:

{\displaystyle r_{n}={n^{2}\hbar ^{2} \over km_{e}Ze^{2}}}

con {\displaystyle n=1,2,3,\dots }; subíndice introducido en esta expresión para resaltar que el radio ahora es una magnitud discreta, a diferencia de lo que decía el primer postulado.
Ahora, dándole valores a {\displaystyle n}, número cuántico principal, obtenemos los radios de las órbitas permitidas. Al primero de ellos (con n=1), se le llama radio de Bohr:

{\displaystyle a_{0}={\hbar ^{2} \over km_{e}e^{2}}=0.529}

expresando el resultado en ángstroms.
Del mismo modo podemos ahora sustituir los radios permitidos {\displaystyle r_{n}} en la expresión para la energía de la órbita y obtener así la energía correspondiente a cada nivel permitido:

{\displaystyle E_{n}=-{1 \over 2}{k^{2}m_{e}Z^{2}e^{4} \over n^{2}\hbar ^{2}}}

Igual que antes, para el átomo de hidrógeno (Z=1) y el primer nivel permitido (n=1), obtenemos:

{\displaystyle E_{0}=-{1 \over 2}{k^{2}m_{e}e^{4} \over \hbar ^{2}}=-13.6{\text{ eV}}}

que es la llamada energía del estado fundamental del átomo de Hidrógeno. Y podemos expresar el resto de energías para cualquier Z y n como:

{\displaystyle E_{n}={Z^{2} \over n^{2}}E_{0}}

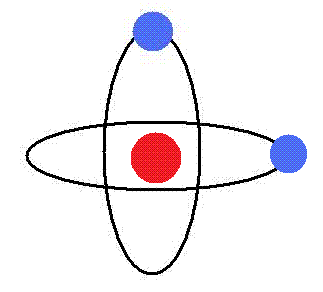
Modelo del Helio basado en el modelo de Bohr. Si los planos orbitales de los dos electrones de helio son perpendiculares entre sí, su energía total es consistente con la energía del estado fundamental del helio.

Este postulado, sin embargo, es incompatible con la mecánica cuántica moderna porque (1) presupone que v y r (y el momento cinético) adquieren valores bien definidos y enfocados, en contradicción con el principio de incertidumbre, y (2) atribuye al primer nivel un valor no nulo del momento cinético.

### Tercer postulado
El electrón solo emite o absorbe energía en los saltos de una órbita permitida a otra. En dicho cambio emite o absorbe un fotón cuya energía es la diferencia de energía entre ambos niveles. Este fotón, según la ley de Planck tiene una energía:

{\displaystyle E_{\gamma }=h\nu =E_{n_{f}}-E_{n_{i}}}

donde {\displaystyle n_{i}} identifica la órbita inicial y {\displaystyle n_{f}} la final, y {\displaystyle \nu } es la frecuencia.
Entonces las frecuencias de los fotones emitidos o absorbidos en la transición serán:

{\displaystyle \nu ={k^{2}m_{e}Z^{2}e^{4} \over 2h\hbar ^{2}}\left({1 \over n_{f}^{2}}-{1 \over n_{i}^{2}}\right)}

A veces, en vez de la frecuencia se suele dar la inversa de la longitud de onda:

{\displaystyle {\overline {\nu }}={1 \over \lambda }={k^{2}m_{e}Z^{2}e^{4} \over 2hc\hbar ^{2}}\left({1 \over n_{f}^{2}}-{1 \over n_{i}^{2}}\right)}

Esta última expresión fue muy bien recibida porque explicaba teóricamente la fórmula fenomenológica hallada antes por Balmer para describir las líneas espectrales observadas desde finales del siglo XIX en la desexcitación del Hidrógeno, que venían dadas por: Bohr describió el átomo fundamental del hidrógeno como un electrón moviéndose en órbitas circulares alrededor de un protón, representando este último al núcleo del átomo, el que Bohr ubica en su parte central y dando una explicación robusta respecto de la estabilidad de la órbita del electrón y del átomo en su conjunto ...

{\displaystyle {\overline {\nu }}={1 \over \lambda }=R_{H}\left({1 \over 2^{2}}-{1 \over n^{2}}\right)}

con {\displaystyle n=3,4,5,\dots }, y donde {\displaystyle R_{H}} es la constante de Rydberg para el hidrógeno. Y como vemos, la expresión teórica para el caso {\displaystyle n_{f}=2}, es la expresión predicha por Balmer, y el valor medido experimentalmente de la constante de Rydberg ({\displaystyle 1.097*10^{7}m^{-1}}), coincide con el valor de la fórmula teórica.
Se puede demostrar que este conjunto de hipótesis corresponde a la hipótesis de que los electrones estables orbitando un átomo están descritos por funciones de onda estacionarias. Un modelo atómico es una representación que describe las partes que tiene un átomo y como están dispuestas para formar un todo. Basándose en la constante de Planck {\displaystyle E=h\nu \,} consiguió cuantizar las órbitas observando las líneas del espectro.

## Refinamientos

Órbitas elípticas con la misma energía y momento angular cuantificado

Se propusieron varias mejoras al modelo de Bohr, sobre todo los modelos de Sommerfeld o Bohr-Sommerfeld de la teoría cuántica antigua, que sugerían que los electrones viajaban en órbitas elípticas alrededor de un núcleo en lugar de las órbitas circulares del modelo de Bohr. Este modelo complementó la condición de momento angular cuantificado del modelo de Bohr con una condición de cuantificación radial adicional, la condición de cuantificación Wilson–Sommerfeld
{\displaystyle \int _{0}^{T}p_{r}\,dq_{r}=nh,}
donde pr es el momento radial conjugado canónicamente con la coordenada q, que es la posición radial, y T es un período orbital completo. La integral es la acción de las coordenadas del ángulo de acción. Esta condición, sugerida por el principio de correspondencia, es la única posible, ya que los números cuánticos son invariantes adiabáticos.
El modelo de Bohr-Sommerfeld era fundamentalmente inconsistente y condujo a muchas paradojas. El número cuántico magnético medía la inclinación del plano orbital en relación con el plano xy, y solo podía tomar unos pocos valores discretos. Esto contradecía el hecho obvio de que un átomo podía girarse de un lado a otro en relación con las coordenadas sin restricción. La cuantización de Sommerfeld se puede realizar en diferentes coordenadas canónicas y, en ocasiones, da respuestas diferentes. La incorporación de correcciones de radiación fue difícil porque requería encontrar coordenadas de ángulo de acción para un sistema combinado de radiación/átomo, lo cual es difícil cuando se permite que escape la radiación. Toda la teoría no se extendía a los movimientos no integrables, lo que significaba que muchos sistemas no podían tratarse ni siquiera en principio. Al final, el modelo fue reemplazado por el moderno tratamiento cuántico-mecánico del átomo de hidrógeno, que fue dado por primera vez por Wolfgang Pauli en 1925, usando la mecánica de matrices de Heisenberg. La imagen actual del átomo de hidrógeno se basa en los orbitales atómicos de la mecánica ondulatoria, que Erwin Schrödinger desarrolló en 1926.
Sin embargo, esto no quiere decir que el modelo de Bohr-Sommerfeld no tuviera éxito. Los cálculos basados en el modelo de Bohr-Sommerfeld pudieron explicar con precisión una serie de efectos espectrales atómicos más complejos. Por ejemplo, hasta las perturbaciones de primer orden, el modelo de Bohr y la mecánica cuántica hacen las mismas predicciones para la división de la línea espectral en el efecto Stark. Sin embargo, en perturbaciones de orden superior, el modelo de Bohr y la mecánica cuántica difieren, y las mediciones del efecto Stark bajo intensidades de campo altas ayudaron a confirmar la corrección de la mecánica cuántica sobre el modelo de Bohr. La teoría predominante detrás de esta diferencia radica en las formas de los orbitales de los electrones, que varían según el estado de energía del electrón.
Las condiciones de cuantización de Bohr-Sommerfeld generan preguntas en las matemáticas modernas. La condición de cuantificación semiclásica consistente requiere un cierto tipo de estructura en el espacio de fase, lo que impone limitaciones topológicas sobre los tipos de variedades simplécticas que se pueden cuantificar. En particular, la forma simpléctica debe ser la forma de curvatura de una conexión de una línea de Hermitiano, que se denomina precuantificación.
Bohr también actualizó su modelo en 1922, asumiendo que ciertos números de electrones (por ejemplo, 2, 8 y 18) corresponden a «capas cerradas» estables.